# Rühle (Ölfeld)

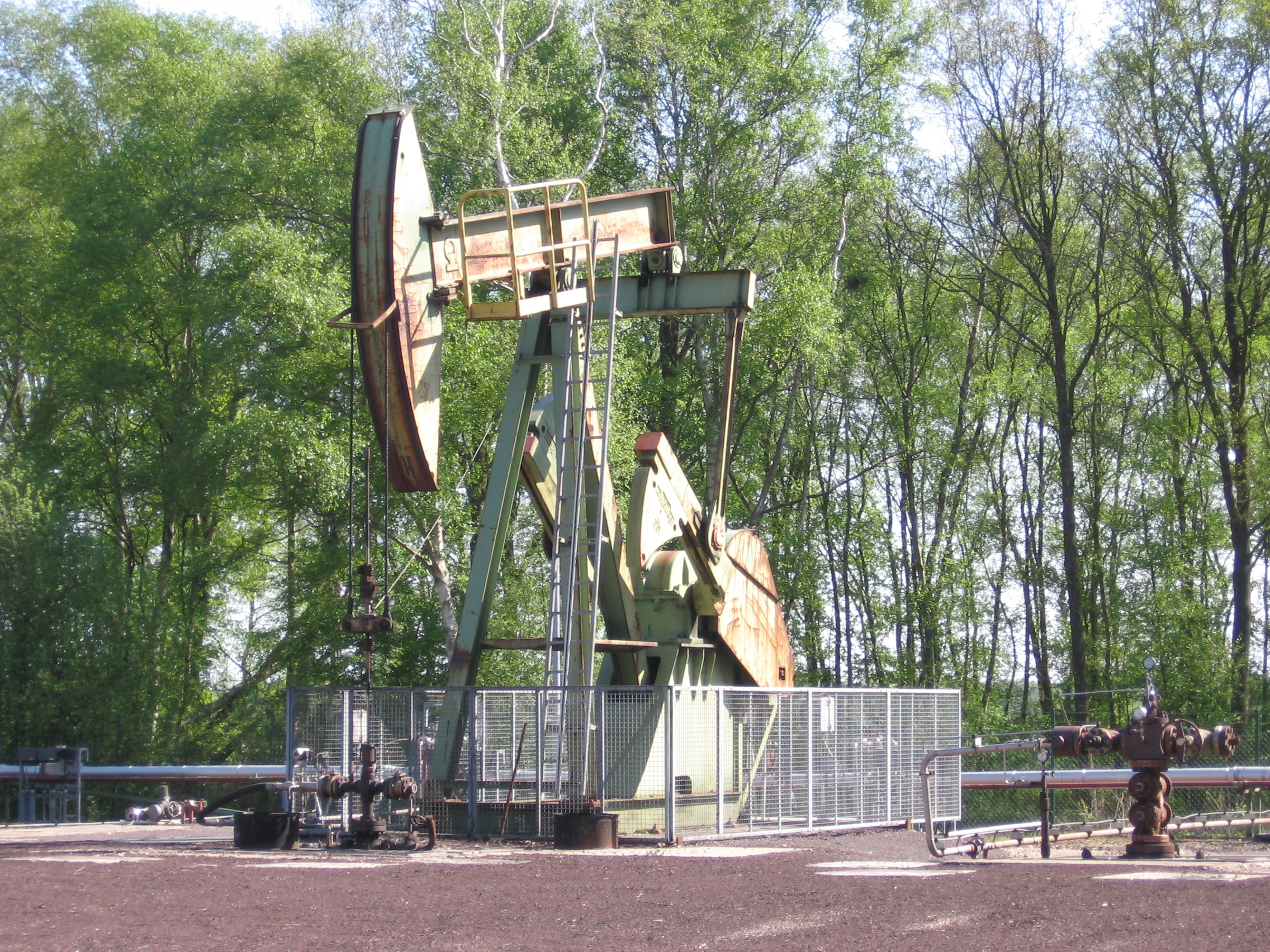
Ölpumpe auf dem Rühlertwist

Das Ölfeld Rühle ist ein niedersächsisches Ölfeld im Landkreis Emsland mitten im Bourtanger Moor, das sich rund um den Ort Twist erstreckt. Das Feld ist in zwei Teilfelder aufgeteilt, die von verschiedenen Firmen ausgebeutet werden. Das Teilfeld Rühlertwist befindet sich im Ortsgebiet von Twist, so dass die Ölpumpen teilweise direkt neben Wohnhäusern stehen. Der Feldteil Rühler Moor hingegen befindet sich mitten im Moor und kann größtenteils nur mit der Feldbahn Rühlermoor erreicht werden. Das Feldbahnnetz hat eine Länge von mehreren Kilometern und dient weiterhin dem Torfabbau.

## Das Ölfeld
Das Ölfeld Rühle galt vor Auffindung der Mittelplate 1981 als größte Erdöllagerstätte Deutschlands. Es wurde im Jahr 1949 entdeckt, seine anschließende Erschließung dauerte bis in die 1950er Jahre hinein. Im gesamten Feld wurden fast 600 Bohrungen niedergebracht. Das Feld teilt sich in ein großes östliches Feldteil Rühlermoor und ein kleineres westliches Rühlertwist auf, welches sich noch bis knapp über der Niederländischen Grenze fortsetzt.
Der Feldteil Rühlermoor wird von der Exxonmobil Production Deutschland GmbH ausgebeutet, der andere Feldteil Rühlertwist von der GDF SUEZ E&P Deutschland GmbH.
Die Lagerstätte befindet sich im Bentheimer Sandstein in einer Tiefe von ungefähr 850 m und hat eine leichte Aufwölbung. Das gesamte ölhöffige Gebiet umfasst eine Fläche von fast 24 km². Die Lagerstätte wird durch Schichten des Neokom und Alb im Hangendem absolut gasdicht abgeschlossen. Die durch zahlreiche Sprünge zerteilte Lagerstätte hat eine Höchstmächtigkeit von bis zu 60 m und eine Durchschnittsmächtigkeit von 35 m im Osten, auf 23 m im Westen. Hier verringert sich die Gesamtmächtigkeit teilweise auf bis zu 20 m.
Die Gesamtreserve des Feldes wurde 1979 auf rund 128 Millionen Tonnen geschätzt. Hiervon hat das Feldteil Rühlertwist bis 1979 3,7 Mio. t gefördert und Rühlermoor 15,0 Mio. t.

## Förderung

### Gesamtmenge beider Feldteile
Die Fördermenge beider Feldteile:
| Jahr | Förderung in Tonnen |
| ---- | ------------------- |
| 1950 | 41.429              |
| 1955 | 487.324             |
| 1960 | 618.153             |
| 1965 | 944.720             |
| 1970 | 886.104             |

| Jahr | Förderung in Tonnen |
| ---- | ------------------- |
| 1975 | 656.373             |
| 2013 | 202.931             |
| 2014 | 180.036             |
| 2015 | 170.044             |
| 2016 | 179.760             |

| Jahr | Förderung in Tonnen |
| ---- | ------------------- |
| 2017 | 179.831             |
| 2018 | 168.421             |
| 2019 | 150.613             |

### Rühlertwist
| Jahr | Förderung in Tonnen |
| ---- | ------------------- |
| 2009 | 24.705              |
| 2010 | 23.268              |
| 2011 | 21.027              |

### Rühlermoor
| Jahr | Förderung in Tonnen |
| ---- | ------------------- |
| 2009 | 214.678             |
| 2010 | 210.616             |
| 2011 | 209.439             |

## Trivia
Die besonderen Umstände machen das Ölfeld zu einem Mekka der Feldbahnfreunde, die hier Lokomotiven und Loren unterschiedlichster Bauart sehen können.